# NGC 1047
NGC 1047 este o galaxie lenticulară situată în constelația Balena. A fost descoperită în 10 noiembrie 1885 de către Lewis A. Swift. Se află la o distanță de 18 megaparseci de Pământ.